# Okulovskij rajon
L'Okulovskij rajon (in russo Окуловский район?) è un rajon dell'Oblast' di Novgorod, nella Russia europea; il capoluogo è Okulovka. Istituito nel 1927, ricopre una superficie di 2.520,81 chilometri quadrati ed ospita una popolazione di circa 26.000 abitanti.